# Ivica Matijević
Ivica Matijević (* 19. August 1968 in Maglaj, Jugoslawien (heute: Bosnien und Herzegowina)) ist ein in Deutschland lebender Maler und Bildhauer.

## Leben und Werk
Matijević wuchs in Maglaj, im ehemaligen Jugoslawien auf. Von 1986 bis 1990 studierte er Malerei an der Akademie der Bildenden Künste in Sarajevo. Diese schloss er mit dem Diplom in Malerei und Kunstwissenschaften sowie mit dem Staatsexamen ab. Seit 1992 lebt und arbeitet er als freischaffender Künstler in Moers. 2015 erhielt er die Auszeichnung „Grand Prix“ der Biennale der Miniaturen in Tuzla, Bosnien-Herzegowina.
Werke von Matijević wurden in Museen, Galerien und im öffentlichen Raum ausgestellt, unter anderem in der Kunstsammlung des Deutschen Bundestages in Berlin (2008) und in der Kunstgalerie von Bosnien und Herzegowina in Sarajevo (2019). Darüber hinaus beschäftigt sich Matijević intensiv mit Kunst im sakralen Raum.
Zum bevorzugten Material des Künstlers gehört Holz. Die in die Werke eingearbeiteten Buntstifte wurden zu einem Kennzeichen seiner Arbeiten.
Zahlreiche seiner Gemälde dienen als Coverbilder für Bücher der Schriftsteller Herbert-Werner Mühlroth, Ioan Milea, Reiner Kunze und Romano Guardini.

## Auszeichnungen
- Grand Prix, Biennale der Miniatur, Tuzla, Bosnien-Herzegowina

## Arbeiten in öffentlichen und privaten Sammlungen (Auswahl)
- Kunstsammlung des Deutschen Bundestages, Berlin
- Kunstgalerie von Bosnien und Herzegowina, Sarajevo (Bosnien – Herzegowina)
- Art Collection Museum Buca, Tivat (Montenegro)
- El Gabinete de Hyde, DIN A4 in Malaga (Spanien)
- Sammlung der Deutschen Bank in Düsseldorf
- Städtisches Museum, Zenica (Bosnien - Herzegowina)
- Galerie Museum GM in Tuzla (Bosnien - Herzegowina)
- Sammlung Hiltrud Neumann, Kunststiftung Museum Goch
- Kunstsammlung der Miniatur BKC, Tuzla (Bosnien - Herzegowina)
- Sparkasse am Niederrhein
- Artothek, Krefeld
- Niederrhein Gold, Moers

## Öffentliche Aufträge (Auswahl)
- Zwei Bilder in der St.-Barbara-Kirche in Moers
- Kreuzwegstationen und Wandinstallation für die St.-Marien-Kirche in Duisburg
- Künstlerische Gestaltung der St.-Quirinus-Kirche in Neukirchen-Vluyn
- Altarbild für Franz-Xavier-Kapelle in der Diözese Cuddapah, Indien
- Auftragsarbeiten für mehrere katholische Kirchen in Bosnien - Herzegowina
- Mehrere Bronzeplastiken befinden sich im öffentlichen Raum in Deutschland.

## Publikationen (Auswahl)
- 2019 Križni put s Petrom Barbarićem, Hrsg.: Katolički školski centar Travnik, (BiH), Text: Branko Jurić.
- 2017 ORBIS, Ivica Matijević, Hrsg.: (kunstraumno. 10), Mönchengladbach, Text: Andreas Beumers.
- 2016 Ivica Matijević, Hrsg.: Galerija BKC, Tuzla, (BiH), Text: Enver Mandzić.
- 2016 IVICA MATIJEVIC, Hrsg.: Galerie Schürmann, Kamp – Lintfort, Text: Christine Vogt.
- 2015 Art @ St. Quirinus, Hrsg.: Katholische Kirche St. Quirinus, Neukirchen – Vluyn, Text: Pfarrer Franz Anstett.
- 2011 IVICA MATIJEVIC, Gemälde, Objekte, Hrsg.: Galerie Art Unit, Düsseldorf, Galerie Alte Lateinschule, Viersen, Text: Christine Vogt.
- 2009 HOLZSICHT, Ivica Matijević, Hrsg.: United Fine Art, Düsseldorf, Text: Enver Mandzić.
- 2008 HolzWege, Ivica Matijević, Hrsg.: Altes Museum BIS – Zentrum, Mönchengladbach, Text: Christian Krausch.
- 2008 KREUZWEG, Hrsg.: Katholische Kirche St. Quirinus, Neukirchen – Vluyn, Text: Alexandra Kolossa, Matthias Conrad.
- 2005 istovremeno zeitgleich, Matijević, Hrsg.: Städtisches Museum, Zenica, (BiH), Galerie OBRAS de arte, Krefeld, Text: Christian Krausch.
- 1998 Ausstellungskatalog Ivica Matijević, Kulturhalle, Neukirchen – Vluyn, Text: Franjo Terhart.

## Ausstellungen (Auswahl)
- 2010: Preußen-Museum NRW, Wesel
- 2011: PROZESSERÄUMEBEWEGUNG, Galerie Artlantis, Bad Homburg
- 2011: 6. Bijenale minijature, Galerija BKC, Tuzla (Bosnien und Herzegowina)
- 2011: ERINNERUNGEN, Galerie Alte Lateinschule, Viersen
- 2011: Likovno Anale, GM Galerija Mandzic, Tuzla
- 2011: Die Transformation der Spuren, Galerie ART UNIT, Düsseldorf
- 2012: GEHEIMNIS, Kunsthaus Bocholt
- 2012: „FLUXUS FLIESST WEITER“, das SEEWERK, Moers
- 2012: Galerie ART UNIT, Düsseldorf
- 2013: ARTWALK, Galerie PR8, Geldern
- 2013: EIGENWEG, Kunst-Spektrum GKK, Krefeld
- 2013: 7. Bijenale minijature, Galerija BKC (K),Tuzla
- 2014: SCRIPTUM, Atelier J.R.S., Gelsenkirchen
- 2014: Triptychon, Galerie ART UNIT, Düsseldorf
- 2014: Kunstfrühling, Kulturbahnhof, Korschenbroich
- 2015: „Krefeld zu Gast“, Heyne Kunst Fabrik, Offenbach
- 2015: Likovna zbirka, Muzej grada Zenice, Zenica (Bosnien und Herzegowina)
- 2015: DIPTYCHON, Kunst-Spektrum GKK, Krefeld
- 2015: „Iz fundusa“, Städtisches Museum Buca Lukovic, Tivat (Montenegro)
- 2015: 8. Bijenale minijature, Galerija BKC, Tuzla
- 2015: Galerie PR8, Geldern
- 2015: SEEWERK 2015, das SEEWERK, Moers
- 2016: Galerie Schürmann, Kamp-Lintfort
- 2016: Kunstinitiative Wurzeln und Flügel auf Schloss Reuschenberg, Neuss
- 2016: GKK XL, Kunst-Spektrum, Krefeld
- 2016: Minijature I. Matijević, Galerija BKC, Tuzla
- 2017: „Gestus und Zeichen“, Galerie Anette Müller, Düsseldorf
- 2017: CONTINUUM, Galerie Schürmann, Kamp-Lintfort
- 2017: 9. Bijenale minijature, Galerija BKC, Tuzla
- 2018: ORBIS, kunstraumno. 10, Mönchengladbach
- 2018: Galerie Rheinhausen, Duisburg
- 2018: Unterwegs…, Städtisches Kramer-Museum, Kempen ex
- 2019: Inspiration Bauhaus, Kunst-Spektrum GKK, Krefeld
- 2019: 10. Bijenale minijature, Galerija BKC, Tuzla
- 2020: 4K+20, Kunst-Spektrum GKK, Krefeld
- 2020: FLORA, Galerie Schürmann, Kamp-Lintfort
- 2024: Zwischen Himmel und Erde, Orangerie im Terrassengarten, Kamp-Lintfort